# Dehaasia palembanica
Dehaasia palembanica är en lagerväxtart som beskrevs av Kostermans. Dehaasia palembanica ingår i släktet Dehaasia och familjen lagerväxter. Inga underarter finns listade i Catalogue of Life.